# OGM (multimídia)
OGM é a sigla para Ogg Media File, é um formato container, ou contentor. Ele foi desenvolvido por Tobias Waldvogel e pode fazer várias coisas que o formato AVI mais comum não pode. Elas incluem:
- suporte a capítulos;
- múltiplas trilhas para subtítulos;
- suporte a múltiplas trilhas de vários formatos (MP3, AC3, Vorbis, WAV);
- suporte a áudio do Vorbis. Sabe-se que o formato AVI pode ser usado para isso, mas não há modo "oficial" de fazê-lo, o que significa que qualquer tentativa pode ser um hack, ou "gambiarra", incompatível e pouco confiável.